# 伯爵门

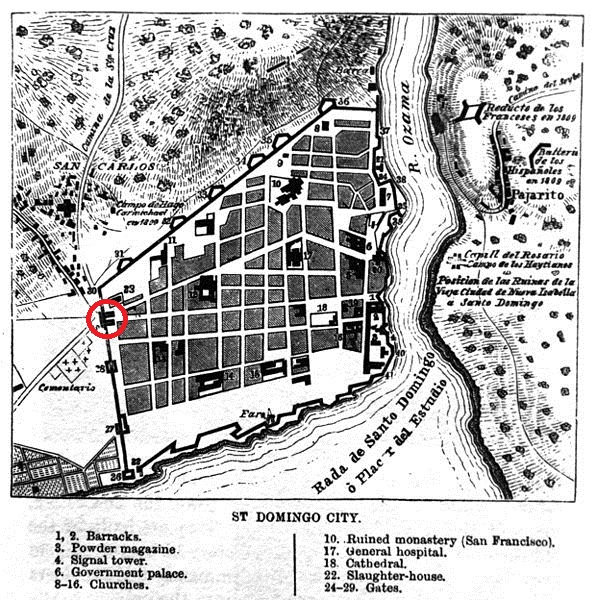
1873年殖民城地图。红圈代表伯爵堡垒

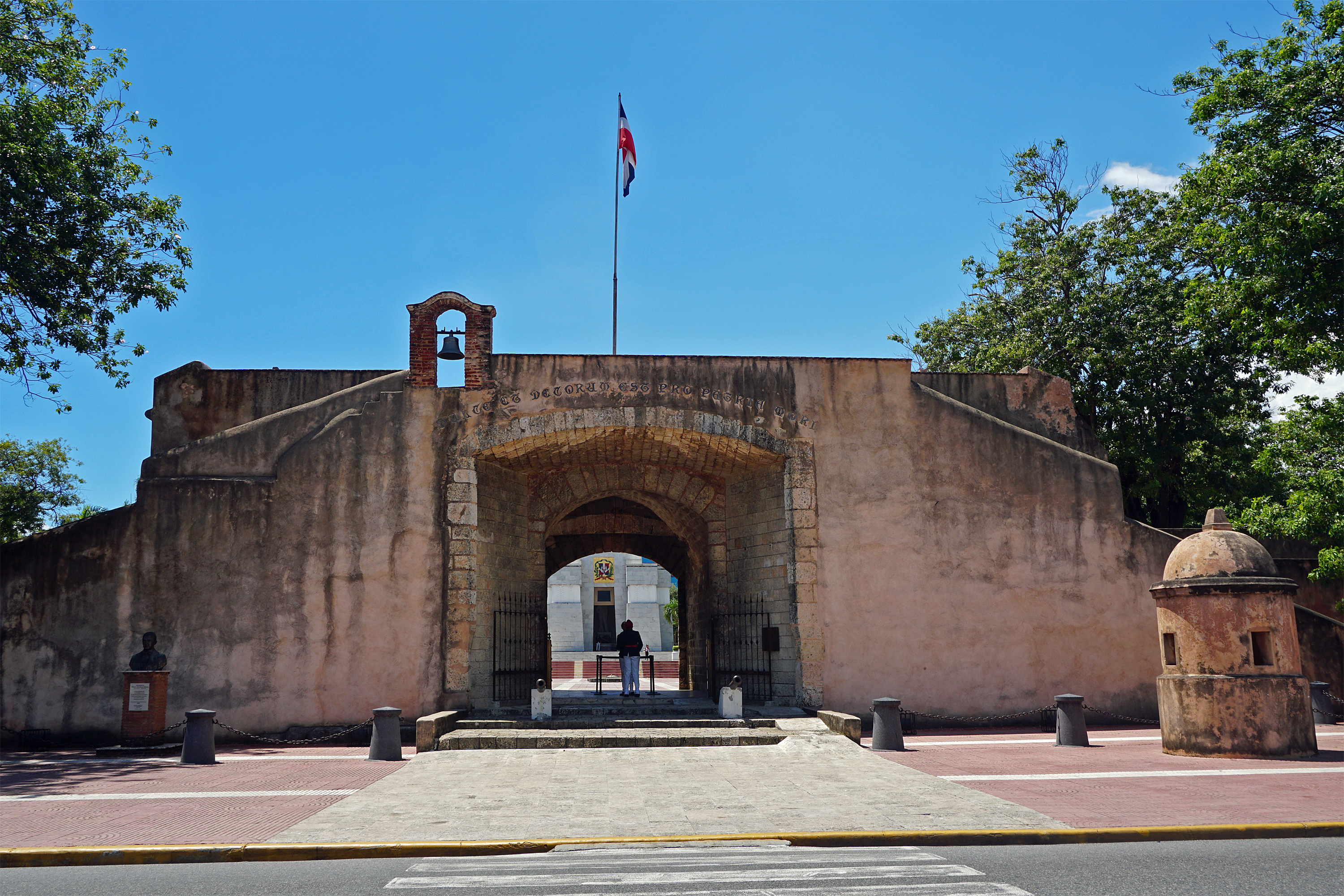
伯爵门

伯爵门（西班牙語：Puerta del Conde）是圣多明各（今天多米尼加共和国）城墙的主要入口，得名于总督将军、第一任佩纳尔瓦伯爵贝尔纳迪诺·德梅内塞斯·布拉坎特和萨帕塔（Bernardino de Meneses Bracamonte y Zapata），在他任职期间，拯救了这座城市。在第三次英西战争（1654–1660）中，1655年英国将领罗伯特·维纳布尔和海军上将威廉·佩恩围攻圣多明各。
伯爵门是“伯爵堡垒”（El Baluarte del Conde）的一部分，而这座堡垒又是环绕圣多明各殖民城的城墙防御系统的一部分。多米尼加祖国祭坛和独立公园就在那里。
多米尼加的国父之一弗朗西斯科·罗萨里奥·桑切斯，于1844年2月27日宣布多米尼加独立，升起第一面多米尼加国旗。